# Jonas Ogandaga
Jonas Ogandaga (1 d'agost de 1975, Gabon) és un futbolista professional gabonès que juga pel club gabonès Stade Mandji. Juga de migcampista, i ha passat pels clubs Petrosport, Sogara, Mbilinga, Raja Casablanca, Olympique Kef, i Medenine. També va ser internacional amb el Gabon entre 1993 i 2000. Va participar amb la seva selecció a la Copa d'Àfrica dels anys 1994, 1996, i 2000.